# De Brouwerij
De Brouwerij in de Nederlandse gemeente Utrecht is een rijksmonument.
Het betreft een witgepleisterd hoekpand met puntgevels en een zadeldak dat gedekt is met dakpannen. Oorspronkelijk gaat het om een 15-17e-eeuws bouwwerk in de dorpskern van Vleuten. Het fungeerde lange tijd als bierbrouwerij die aan de voormalige loop van de Rijn (Vleutense Wetering) was gevestigd.
Een aanwezig oud detail in het bouwwerk is een opkamer.